# Александра Колонтай
Александра Михайловна Колонта̀й (на руски: Алекса́ндра Миха́йловна Коллонта́й) е руска и украинска министърка от Всеруската комунистическа партия (болшевики) и съветска дипломатка (дългогодишен посланик в Норвегия и Швеция).

## Биография
Родена е на 31 март (19 март стар стил) 1872 г. в Санкт Петербург семейството на генерал Михаил Домонтович. През 1893 г. се омъжва за военния инженер Владимир Колонтай, с чието фамилно име става известна. През 1898 г. напуска семейството си, пътува в Швейцария и Англия и се включва в руското социалистическо движение.
През 1908 г. Колонтай е обвинена в призиви към въоръжени бунтове и напуска Русия. През следващите години пътува в Западна Европа и Съединените щати и е сред активните участници в партията на меншевиките. След началото на Първата световна война се присъединява към болшевиките.
След Февруарската революция през 1917 г. се връща в Русия и участва в ръководството на болшевишката партия, като за известно време е арестувана от Временното правителство. След Октомврийската революция е народен комисар на държавните грижи (11 ноември 1917 – 23 февруари 1918). Напуска правителството, тъй като се противопоставя на сключването на Брест-Литовския мирен договор.
По време на Гражданската война Александра Колонтай е в Крим, където оглавява местния комисариат по пропагандата. През 1920 година става ръководител на новосъздадения женски отдел при Централния комитет на болшевишката партия. През 1922 година се жени за болшевишкия офицер Павел Дибенко. По това време отношенията ѝ с партийното ръководство се влошават, тъй като тя заема крайнолеви позиции по въпроса за ролята на профсъюзите в икономиката.
През 1923 г. Александра Колонтай е изпратена на дипломатическа работа като ръководител на съветското представителство в Норвегия. Тя остава на този пост до 1930 г. с прекъсване през 1926 – 1927 г., когато пътува до Мексико с дипломатическа мисия. От 1930 до 1945 г. е посланик на Съветския съюз в Швеция, единствената неутрална държава в Северна Европа по време на Втората световна война, където играе активна роля за прекратяването на Съветско-финландската война през 1944 г.
Александра Колонтай умира от инфаркт на миокарда на 9 март 1952 г. в Москва в съня си.